# ستاره امید
ستاره امید (ارمنی: Հուսո աստղ) یک رمانتیک تاریخی است محصول سال ۱۹۷۸، به کارگردانی ادموند کئوسیان و نویسندگی سرو خانزادیان این فیلم داویت بک و مخیتار اسپاراپت
در جریان نبرد آزادی‌بخش سیونیک در سده ۱۸ (میلادی) می‌باشد.

## بازیگران
- آرمن ژیگارخانیان  در نقش مخیتار اسپاراپت
- ادیشر ماگاداشویلی  در نقش داویت بک
- لائورا گئورگیان  در نقش ساتنیک
- سوس سارگسیان  در نقش موُسِس
- خورن آبراهامیان  در نقش تر-آوتیس
- کوته دائوشویلی  در نقش بارخودار
- هوواک گالویان (هنرپیشه زاده ۱۹۲۴) در نقش عبدالله پاشا
- آلا تومانیان در نقش گوهار
- لیوسیا هوهانیسیان در نقش زارماند
- گوژ مانوکیان در نقش میهران
- ادگار الباکیان در نقش بغیندز آرتین (Պղինձ Արթին)
- هرایر کاراپتیان در نقش بایاندور
- گقام هاروتیونیان در نقش موسی
- آوتیک گئورگیان در نقش جافار
- گئورگ آصلانیان در نقش موراد-آصلان
- رافائل سارویان[الف] در نقش کوزیک
- آرتاشس گیوداکیان در نقش ماساژ‌دهنده
- ر. موسیسیان[ب]
- ولادیمیر آباجیان در نقش یسایی
- آلکساندر خاچاتریان در نقش نوبار
- کوریون گریگوریان در نقش گورگی
- واقیناک مارگونی در نقش هُواکیم
- روبن مکرتچیان[پ] در نقش پاکی
- آزاد گاسپاریان  در نقش گیچی
- پاول ماخوتین[ت] در نقش سرهنگ
- هغینه هوهانیسیان  در نقش همسر آرتین
- آرمن ماروتیان

## یادداشت
1. ↑  Ռաֆայել Սարոյան
2. ↑  Ռ. Մովսիսյան
3. ↑  Ռուբեն Մկրտչյան
4. ↑  Պավել Մախոտին